# Vinska
Vinska (szerbül: Винска), falu Bosznia-Hercegovinában, Brod községben, a Szerb Köztársaság északi régiójában. 

## Fekvése
A település Bosznia-Hercegovina északi részén, Dobojtól légvonalban 37, közúton 48 km-re északra, községközpontjától légvonalban 11, közúton 15 km-re délkeletre, a Száva jobb partján húzódó dombvidéken, 98-128 méteres magasságban fekszik.

## Népessége
| Nemzetiségi csoport | Népesség 1991 | Népesség 2013 |
| ------------------- | ------------- | ------------- |
| Szerb               | 511           | 292           |
| Bosnyák             | 0             | 0             |
| Horvát              | 29            | 4             |
| Jugoszláv           | 15            | 1             |
| Egyéb               | 6             | 3             |
| Összesen            | 561           | 300           |

## Története
A település 1878-ig tartozott az Oszmán Birodalomhoz. Ekkor a berlini kongresszus határozata alapján az Osztrák-Magyar Monarchia része lett. 1879-ben az első osztrák-magyar népszámlálás során a Brodi járáshoz tartozó településnek 48 háztartása, 248 ortodox és 50 római katolikus lakosa volt. 1910-ben a Brodi járáshoz tartozó településen 86 háztartást, 446 ortodox és 65 római katolikus találtak. A monarchia szétesésével 1918-ban előbb a Szerb-Horvát-Szlovén Királyság, majd 1929-től a Jugoszláv Királyság része lett. 1921-ben a Brodi járáshoz tartozó településnek 526 lakosa volt, közülük 442 ortodox és 84 római katolikus volt. Az 1929-es törvény értelmében, amikor Bosznia-Hercegovinát négy banovinára, Drinskára, Vrbaskára, Zetskára és Primorskára osztották, a település a Vrbaska banovina (Orbászi Bánság) része lett, amelynek székhelye Banja Luka volt. 1939-ben a közigazgatás átszervezésével a Hrvatska banovina (Horvát Bánság) része lett.
A második világháborúban Jugoszlávia megszállása után a Független Horvát Állam (NDH) része lett. A második világháború után 1992-ig a település a szocialista Jugoszlávia keretében a Bosznia-Hercegovinai Népköztársaság része volt. A boszniai háborút lezáró daytoni békeszerződés rendelkezése alapján az ország területét felosztották a Bosznia-hercegovinai Föderáció és a boszniai Szerb Köztársaság között. A békeszerződés utáni területmegosztási megállapodás értelmében a település a Boszniai Szerb Köztársasághoz került. 

## Nevezetességei
A Legszentebb Istenanya Születése (Kisboldogasszony) tiszteletére szentelt ortodox plébániatemploma. A templom mérete 15,2x8,8 méter. Az építkezés 1929-ben kezdődött, és még ugyanebben az évben őszén Vaszilje Popović, Banja Luka püspöke szentelte fel az alapokat. Az építkezés 1936-ban fejeződött be, amikor a templomot Nektarije Krulj zvornik-tuzlai püspök szentelte fel. A templomot a második világháború alatt a német hadsereg meggyalázta. Katonai raktárrá alakították át. A második világháború (1948) után a templomot újjáépítették. A boszniai háború alatt a templomot 1992-ben a Horvát Köztársaság reguláris hadserege felgyújtotta és megrongálta. 1993-ban részlegesen felújították. 2008 és 2016 között a templomot teljesen felújították. A felújított templomot az új püspök, Krizosztom szentelte fel 2016. november 6-án. A hársfából készült ikonosztázt a modričai Goran Ilić tulajdonában lévő „Stanil MD” cég készítette, az ikonokat pedig a modričai Nina Janković festette. A néphagyomány emlékezik még a vinskai temetőben álló templomra is, azonban erről a templomról nincsenek további lényeges adatok. A hagyomány szerint ez a templom 1936-ig szolgált plébániatemplomként, amikor a jelenlegi templomot felépítették.